# Zjednoczony Kościół Chrystusa

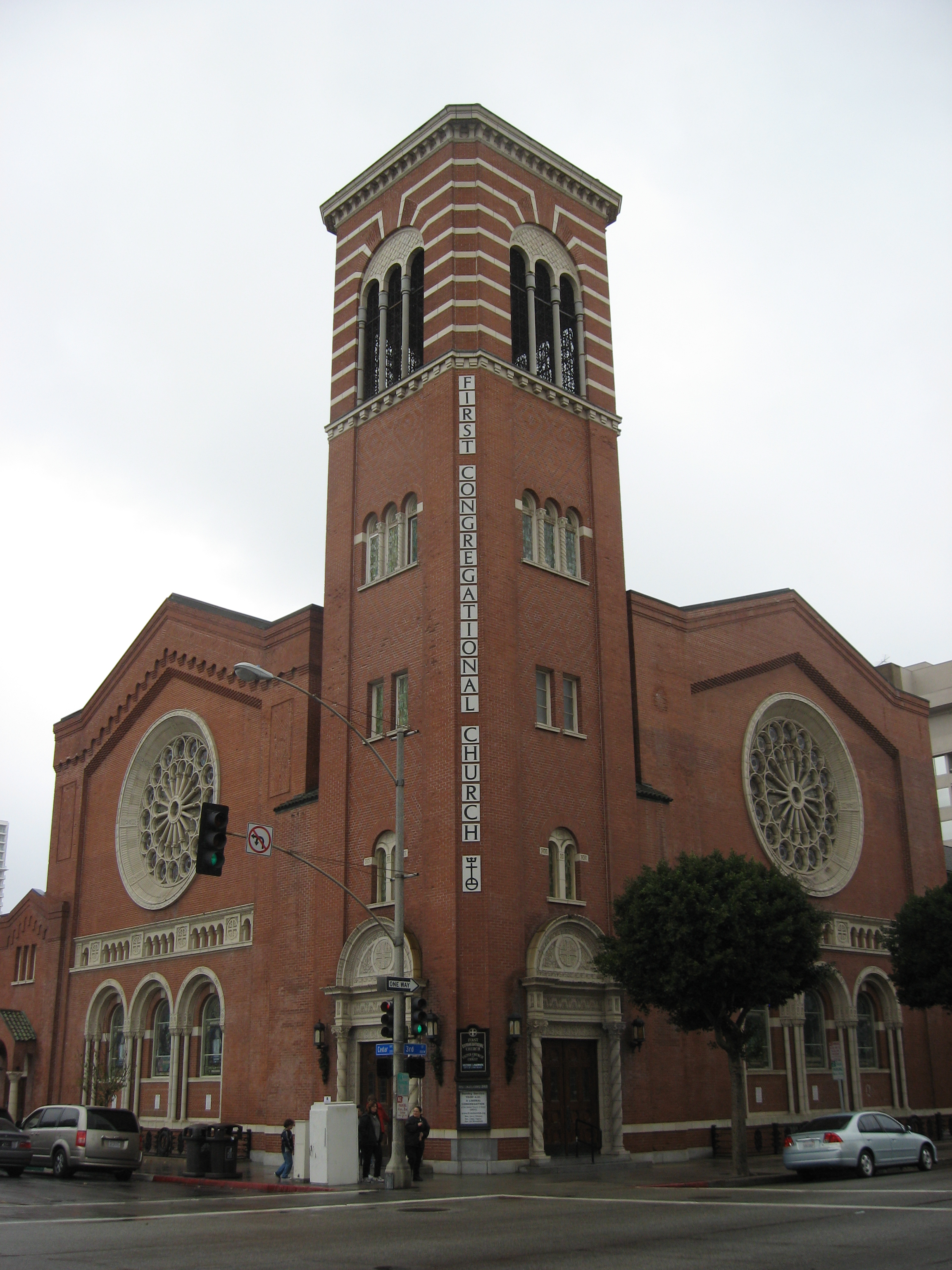
Pierwszy Zbór Kongregacjonalistyczny Zjednoczonego Kościoła Chrystusa w Long Beach

Zjednoczony Kościół Chrystusa (ang. United Church of Christ, UCC) – Kościół protestancki o charakterze reformowanym i kongregacjonalnym, zaliczany do głównego nurtu (mainline) protestantyzmu i znany jako jeden z najbardziej liberalnych Kościołów na świecie. Zasięg jego działalności obejmuje Stany Zjednoczone.

## Geneza i statystyka
Zjednoczony Kościół Chrystusa powstał w wyniku połączenia dwóch Kościołów – Kościoła Ewangelickiego i Reformowanego oraz Chrześcijańskich Zborów Kongregacjonalistów. Według danych z 2022 r. posiada 712,3 tys. wiernych zrzeszonych w ramach blisko 4,6 tys. zborów. 10 lat wcześniej miał 1,1 mln wiernych w 5320 zborach. Każdy zbór jest niezależną, samodzielną jednostką.

## Profil doktrynalny
Kościół określa swoją tożsamość używając czterech przymiotników: chrześcijański, reformowany, kongregacjonalny i ewangelicki. Dewizą Kościoła jest werset z Ewangelii Jana: „Aby wszyscy byli jedno” (17:21, Biblia warszawska).
W skład oficjalnie uznanych dokumentów wyznaniowych wchodzą:
- Apostolski symbol wiary,
- Nicejsko-konstantynopolitańskie wyznanie wiary,
- Katechizm Heidelberski (ewangelicko-reformowany),
- Mały Katechizm Marcina Lutra (ewangelicko-augsburski),
- Wyznanie Wiary z Kansas City (dokument kongregacjonalistów),
- Katechizm Ewangelicki (z 1847, niemiecki)

Kościół jest uważany za jeden z najbardziej liberalnych reformowanych kościołów na świecie. Już w 1853 jeden z jego poprzedników ordynował na pastora kobietę Antoniettę Brown-Blackwell. W 1972 miało miejsce pierwsze ordynowanie na pastora osoby otwarcie przyznającej się do orientacji homoseksualnej. W 2004 jako pierwszy Kościół chrześcijański w USA opowiedział się za małżeństwami osób tej samej płci.

## Kontrowersje
- Były pastor jednego ze zborów Kościoła, Jeremiah Wright, jest znany z promocji tzw. teologii oswobodzenia czarnych, która w opinii pewnych środowisk krytycznych ma łączyć „elementy marksizmu ze zniekształconymi cytatami biblijnymi”,
- Wiernym Kościoła był Barack Obama, który zrezygnował z członkostwa w parafii pastora Wrighta po ksenofobicznych wypowiedziach duchownego[3].

## Znani duchowni związani z UCC
- Kazimierz Bem
- William Sloane Coffin
- Robin Meyers
- Otis Moss III
- Reinhold Niebuhr
- Richard H. Niebuhr
- Jeremiah Wright